# 府県廃置法律案

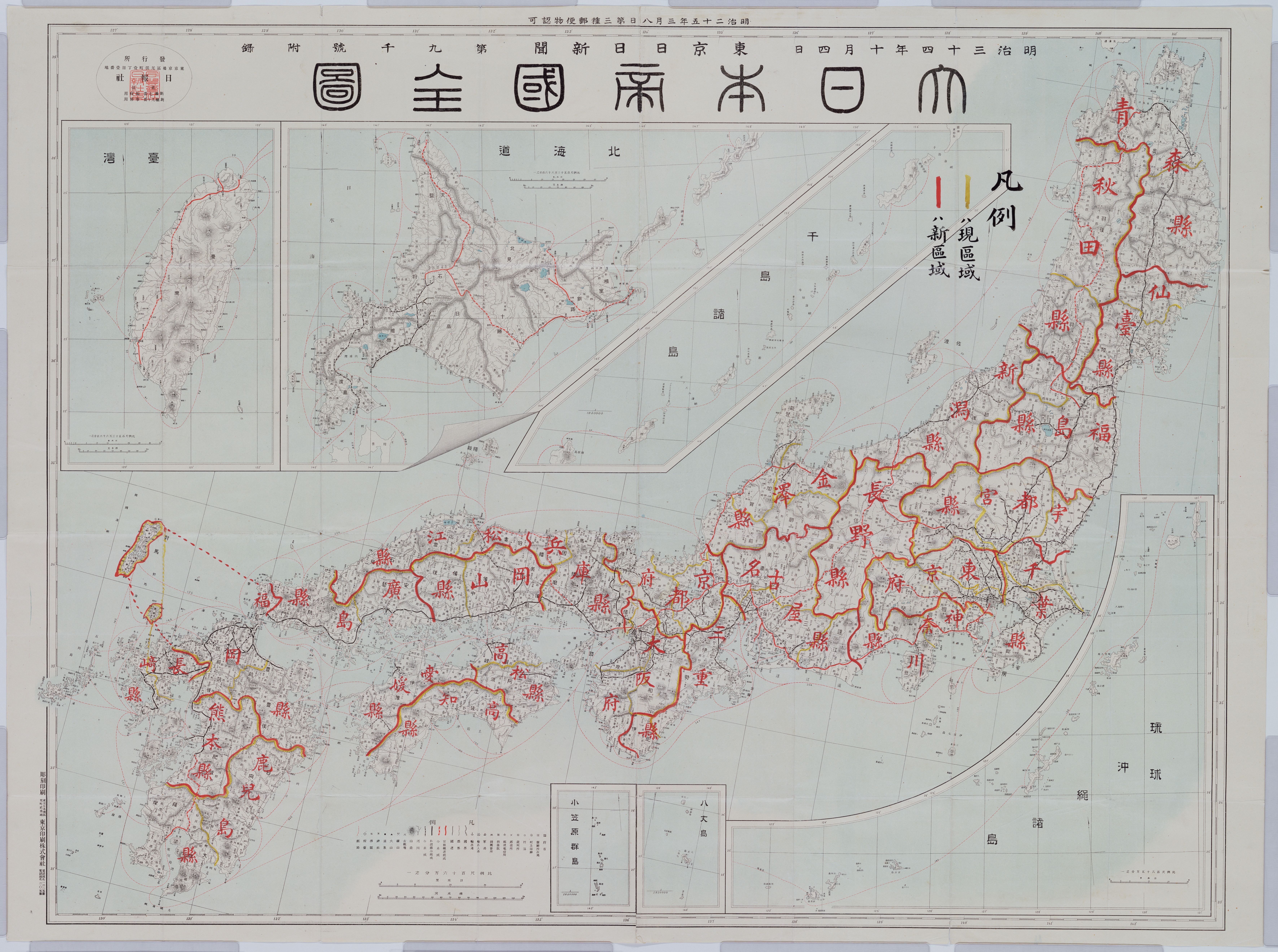
府県廃置法律案に基づく26府県の領域区分。赤線が新たな府県境、黄線が従来の府県境を表す。

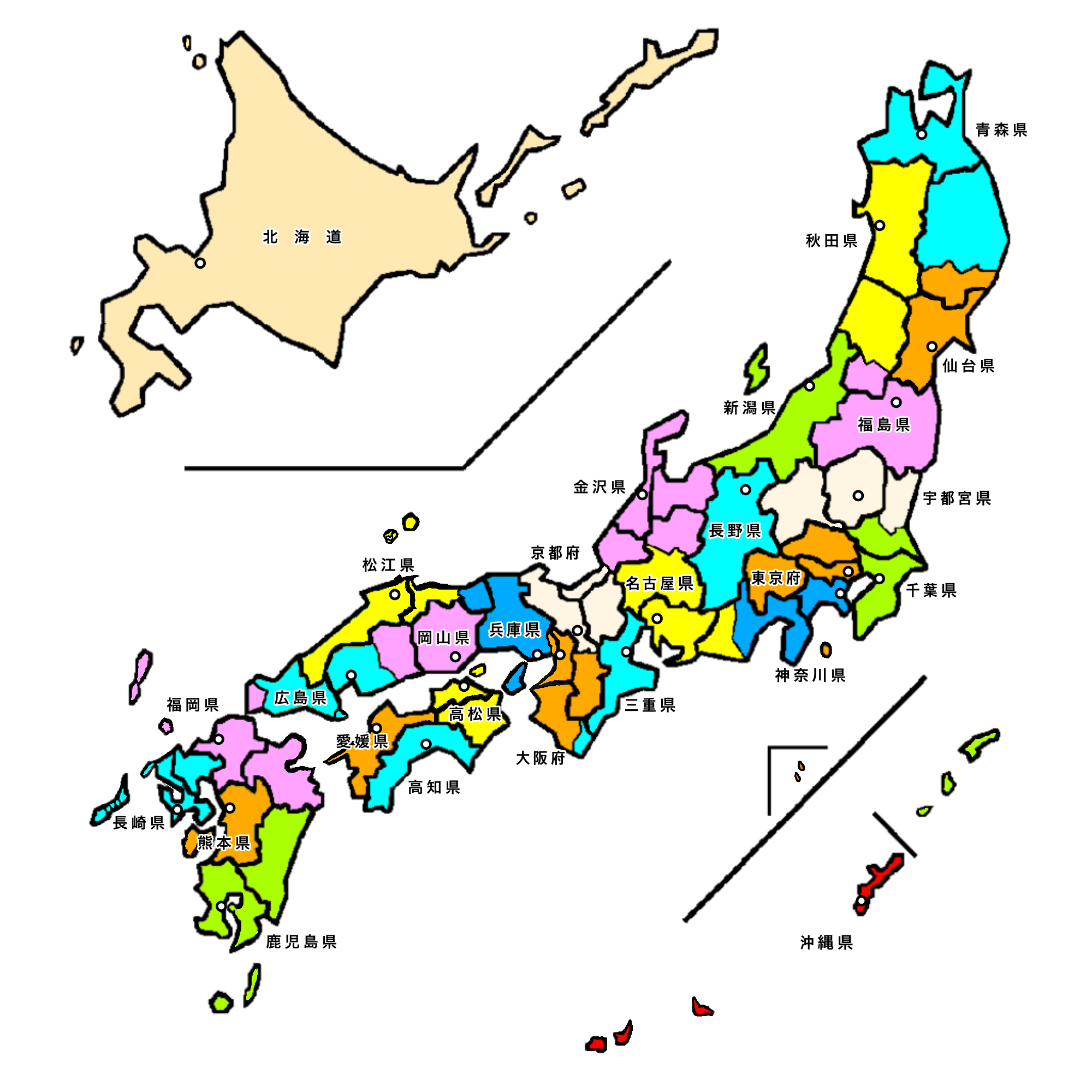
府県廃置法律案をもとに北海道と沖縄県を加えた28道府県の略図。太線は現在の都道府県境、白点は道府県庁所在地と考えられる地点を表す。

府県廃置法律案（ふけんはいちほうりつあん）は、1903年（明治36年）の日本に存在した法律案。　
日本の45府県（現在の47都道府県から北海道と沖縄県を除いたものに相当する）を合併して26府県へと削減することを計画していたが、成立には至らなかった。

## 概要
府県廃置法律案は1902年（明治35年）、大日本帝国の内務省によって「交通機関発達の今日、府県区域の拡張を図る」などの理由から作成された。
その内容は、府県制下における既存の45府県中、統廃合の対象とならなかった5県を除く、40府県を統廃合して21府県を設置するものであり、19の県を廃止する計画であった。
法案の規定上は、関係の府県をすべて廃し、新しい府県を置くと規定している。例えば、「束京府、埼玉縣及山梨縣ヲ癈シ其ノ區域ヲ以テ東京府ヲ置ク」と規定しており「埼玉縣及山梨縣ヲ癈シ其ノ區域ヲ東京府ニ編入スル」ではない。従って新設合併であるが、実態的には東京府、大阪府、愛知県、福岡県などの大都市を擁する府県が埼玉県、奈良県、岐阜県、大分県など周囲の県を吸収合併するというのが中心だった。
1903年（明治36年）11月には閣議決定が行われた。帝国議会への提出も決定しており、翌1904年（明治37年）4月から施行される（附則）ことを予定していた。
一方で和歌山県など廃止する予定とされた県の多くからは激しい反対運動がおこり、全国的な社会問題となった。
しかし、1903年12月には議会が解散してしまったため、本法律案は議会へ提出されなかった。さらに翌1904年2月には日露戦争が勃発した。結局この法律案が議会に提出・審議されることはなく、成立へは至らなかった。
未成立から100年以上が経過した2013年（平成25年）、日本地図学会の齊藤忠光が本法律案について記載し、以後さまざまな媒体で法律案が紹介された。

## 法律案の構成
この法律案は、本則が第１条から第４条まで、および附則で構成されていた。
第１条
府県の廃置を規定。新府県ごとに項目を分けている。それぞれの項目の冒頭に「一」が付されている。配列順は、明治４年12月27日（太陰暦）付け太政官布告第687号に準拠している。この布告は、府（東京府、京都府、大阪府）、次に、開港場がある県（現在の神奈川県、兵庫県、長崎県、新潟県）、その次に、関東（現在の埼玉県、群馬県、千葉県、茨城県、栃木県）⇒旧畿内（現在の奈良県ほか）⇒東海道（現在の三重県、愛知県、静岡県、山梨県）⇒東山道（現在の滋賀県、岐阜県、長野県）⇒奥羽（東北６県）⇒北陸道（現在の福井県、石川県、富山県）⇒山陰道（現在の鳥取県、島根県）⇒山陽道（現在の岡山県、広島県、山口県）⇒南海道（現在の和歌山県、四国４県ほか）⇒西海道（九州６県）の各県の順に配列している
第２条
廃置による府県の財産の帰属を規定。廃置された府県がすべて同じ府県となる場合はそのまますべて新府県に帰属。２以上に分属する場合は内務大臣が定める。
第３条
府県の廃置により新しい府県会、府県参事会が成立するまで、緊急の必要がある場合知事がその職務を行う。
第４条
この法律に規定する他、施行に必要な事項は命令で定める、
附則
この法律は、明治37年4月1日から施行する。

## 背景
日本で最も大きな行政区画である都道府県は、現代では「47都道府県」として広く国民に定着している。
しかし、明治時代にはそれらが新たな組織としてにわかに発足したばかりであり、さらに以下のとおり短期間のうちに府県は統合や廃止によって激しい領域の変動を繰り返していた。そのため当時の国民にとって「県」という概念は急造された流動的なものであり、広く定着した存在ではなかった。
府県廃置法律案が示された1900年代初頭（明治30年代半ば）も、そういった激動の時代からわずか10年余りが経過した時期であった。

### 明治維新から廃藩置県へ
明治維新以前の江戸時代には、日本の各地は幕府の許可のもと大名が実効支配する領地（藩）により区分されていた（幕藩体制）。
1868年（慶応4年・明治元年）、江戸幕府に替わって日本の大部分の支配権を得た新政府は、版籍奉還を行って旧幕府の直轄地（天領）や一部の藩を政府の直轄地に変更した。それらの地域に「府」と「県」を置き、その他の藩はしばらく存続とされた。
全国は277の藩ならびに33の府県による合計310の府・藩・県に分けられ、「府藩県三治の制」とされた。
続けて1871年（明治4年）7月14日には廃藩置県が施行された。すべての藩が廃止されて政府の直轄地となり、全国には305の府県が置かれた。

### 305府県から38府県への激減
廃藩置県からわずか3ヶ月後の同年10月から11月にかけて、「太政官布告」により府県の大規模な統合が命じられ（第一次府県統合）、305府県は75府県へと削減された。
さらに、1876年（明治9年）には再度の合併（第二次府県統合）により75府県から38府県にまで削減された。これは現在の46都府県よりも8県少ないものである。

### 38府県から46府県への増加
しかし、この38府県制への統合は「地域性を無視している」とされ、廃止された県を再び独立させることを求める分県運動が全国的に起こった。
廃止された旧富山県や旧鳥取県、旧宮崎県などの領域では、予算配分の不公平や地理的利害の不一致、また県庁までの距離が増大したことによる交通の不便、さらに県庁や官庁を失ったことによる経済的衰退などから、不満が噴出していた。
それらの分県運動は政府に認められることとなり、8つの県が次々と分割によって独立し復活していった。それに伴い府県数は増加に転じ、1888年（明治21年）11月29日には46府県へと再編された。

### 明治期に消滅していた8つの県
現行の47都道府県のうち、次の8県は1876年からの数年間にわたり他県に編入されて廃止されていたが、分県運動の結果として再び単独の県としての独立を達成した。
| 県名   | 編入先の府県    | 復活した年度 |
| ------ | --------------- | ------------ |
| 徳島県 | 高知県          | 1880年       |
| 鳥取県 | 島根県          | 1881年       |
| 福井県 | 石川県と滋賀県  | 1881年       |
| 富山県 | 石川県          | 1883年       |
| 佐賀県 | 三潴県 → 長崎県 | 1883年       |
| 宮崎県 | 鹿児島県        | 1883年       |
| 奈良県 | 堺県 → 大阪府   | 1887年       |
| 香川県 | 名東県 → 愛媛県 | 1888年       |

### 復活できなかった諸県
上記8県のほかにも、かつて県として存在していたのちに廃止された地域では分県による独立・復活を求める動きが数多くあったが、いずれも実現しなかった。次にそれらの例を示す。
| 県名   | 編入先の県     | 県庁   | 領域                                           |
| ------ | -------------- | ------ | ---------------------------------------------- |
| 若松県 | 福島県         | 若松   | 会津（福島県西部）、東蒲原郡                   |
| 浜松県 | 静岡県         | 浜松   | 遠江国（遠江地方・静岡県西部）                 |
| 筑摩県 | 長野県         | 松本   | 中信地方、南信地方（長野県西半部）             |
| 額田県 | 愛知県         | 岡崎   | 三河国(愛知県東部)                             |
| 堺県   | 大阪府         | 堺     | 河内国、和泉国(大阪府南東部)                   |
| 豊岡県 | 京都府・兵庫県 | 豊岡   | 丹波国西部、丹後国、但馬国(京都府、兵庫県北部) |
| 飾磨県 | 兵庫県         | 姫路   | 播磨国（兵庫県南西部）                         |
| 三潴県 | 福岡県         | 久留米 | 筑後国（筑後地方・福岡県南部）、日田郡         |

## 沿革

### 法律案作成
府県廃置法律案は1902年（明治35年）11月5日、大日本帝国の内務省によって作成された。その「理由書」には次のように記載されている。
- 交通機関発達の今日、府県区域の拡張を図る
- 行政の整理統一を計る
- 治水・道路・港湾・教育等の施設においてその経営の完備を謀り
- その経費の節約を期する

法律案の内容は、当時の府県制（明治32年法律第64号）が施行されていた45府県（現在の47都道府県から北海道と沖縄県を除いたものとほぼ一致する領域）を大幅に合併して26府県まで減少させるというものであった。内容の詳細は府県合併の様式節および26府県の区分一覧節を参照。

### 閣議決定
翌1903年（明治36年）10月12日、この法律案を内務大臣の児玉源太郎はさらに「現在府県の区域は旧時の編成に係り」「地勢の状況に応じその廃合を行うは機宜に適し」などの理由を付し、帝国議会へ提出するための閣議決定を求めた。
これを内閣総理大臣の桂太郎は承認し、閣議決定が行われた。これを受けて同年11月5日に桂は明治天皇に上奏し、天皇の裁可により議会で審議することを請願した。
さらに桂は各省へ、府県の廃置に関して他に成立させるべき法律案があれば提出するように照会した。翌6日には大蔵大臣の曾禰荒助から「農工銀行法改正案」の提出が連絡され、本法律案と併せて議会への提出が準備された。
府県廃置法律案は「明治36年内甲131号」として帝国議会への提出が決定され、翌1904年（明治37年）4月をもって施行することを予定していた。

### 議会解散による廃案
このように府県廃置法律案は成立へと準備が進められていたが、1903年末から1904年にかけての政治的動乱のために議会への提出が行われることはなかった。
前年の1902年（明治35年）には日英同盟が締結され、ロシア帝国との戦争の機運が高まる中、1903年末の第1次桂太郎内閣は教科書疑獄事件などで政府の責任を厳しく追及されていた。同年12月10日に開会した第19通常議会において衆議院議長の河野広中が内閣を厳しく弾劾し、ただちに翌11日には衆議院が解散された。
さらに2ヶ月後の翌1904年2月8日、日露戦争が勃発した。これらの時勢により、この法律案は1904年にも議会へ提出されることなく、以後お蔵入りとなって成立へは至らなかった。

## 府県合併の様式
新府県の領域においては次のような諸様相がみられた。ただし法案の規定上は、新設合併であるが、下記の記述は、実体に則して編入と表現したものである。

### 県の全域または大部分の編入
合併は多くの場合、比較的大きな都市を有する府県がそれより大きな都市を有さない近隣の県全体または大部分を編入するという様式によって行われる計画であった。
例えば東京府は埼玉県全域および山梨県全域を編入して新たな「東京府」となり、また大阪府は奈良県全域および和歌山県の大部分（および兵庫県の一部）を編入して新たな「大阪府」となる。
同様に鹿児島県は宮崎県の全域を編入して新たな「鹿児島県」となり、また香川県は徳島県の全域を編入して「高松県」となる。

### 県の分割
また、一つの従来の県を大きく分割して二つの新たな府県へ割り当てるという、既存の府県境に依拠しない様式もみられる。

#### 東西分割
例えば静岡県は東側（駿河国・伊豆国にあたる）を神奈川県へ、西側（遠江国にあたる）を名古屋県へと東西に分割される。
また鳥取県は東側（因幡国にあたる）を兵庫県へ、西側（伯耆国にあたる）を松江県へと分割される。

#### 南北分割
さらに茨城県は北部（現在の水戸市・日立市・ひたちなか市など）を宇都宮県へ、南部（現在のつくば市・土浦市・古河市など）を千葉県へと南北に分割される。
また山形県は南部（置賜地方）を福島県へ、中部から北部（村山地方・最上地方・庄内地方）を秋田県へと分割される。
同様に岩手県や岐阜県および福井県が南北に分割される。

### 県の領域の移動
さらに特異な例として、広島県は東部（備後国にあたる）を岡山県に編入されて失う一方で西に隣接する山口県の大部分を編入するため、県の領域全体が西へ大きくずれるように移動する格好となる。
また長崎県も佐賀県の全域を編入する一方で壱岐と対馬を福岡県に編入されて失う。

### 県の一部のみの編入
近隣県から一部のみを編入する例としては、福岡県は山口県から西端部の豊浦郡（現在の下関市にほぼ相当する）を編入する。
また大阪府は兵庫県から東端部の川辺郡（現在の尼崎市・宝塚市・伊丹市・川西市・猪名川町にほぼ相当）を編入する。

## 新府県の名称
新府県の名称は、統合後の中心となる府県の名称としているが、従前、府県庁所在都市の名称でなかった県のうち、次の県は都市の名称に変更されている
宮城県→仙台県
栃木県→宇都宮県
愛知県→名古屋県
石川県→金沢県
島根県→松江県
香川県→高松県
その一方、神奈川県、三重県、兵庫県はそのままである。

## 26府県の区分一覧
次の表に示す。
府県名および郡名は当時の区域とする。人口は1903年のものを記し、面積は現在の都道府県・市町村の区域に準拠する。想定人口は2020年（令和2年）10月1日時点の国勢調査を基に相当する区域の人口を示す。
北海道庁と沖縄県は法律案には記載がないが、参考のため示す。
| 地域     | 新府県名 | 旧府県の区域                                                                 | 人口(1903年) | 面積(km2) | 想定人口   | 想定人口密度(/km2) | 想定都道府県コード |
| -------- | -------- | ---------------------------------------------------------------------------- | ------------ | --------- | ---------- | ------------------ | ------------------ |
| 北海道   | 北海道庁 | 北海道（令制）の11ヶ国（千島国を含む）                                       | 859,534      | 78,421    | 5,224,614  | 66.6               | 01                 |
| 東北地方 | 青森県   | 青森県、岩手県（江刺・胆沢・気仙・西磐井・東磐井の5郡を除く8郡）             | 1,058,235    | 21,541    | 2,142,827  | 99.5               | 02                 |
| 東北地方 | 仙台県   | 宮城県、岩手県の内（江刺・胆沢・気仙・西磐井・東磐井の5郡）                  | 1,114,434    | 10,669    | 2,607,687  | 244.4              | 03                 |
| 東北地方 | 秋田県   | 秋田県、山形県（置賜3郡を除く）                                              | 1,422,414    | 18,503    | 1,825,683  | 98.7               | 04                 |
| 東北地方 | 福島県   | 福島県、山形県の内（置賜3郡）                                                | 1,277,314    | 16,239    | 2,034,998  | 125.3              | 05                 |
| 関東地方 | 宇都宮県 | 栃木県、群馬県、茨城県北部（東茨城・西茨城・那珂・久慈・多賀の北部5郡）      | 2,101,549    | 15,745    | 4,921,935  | 312.6              | 06                 |
| 関東地方 | 千葉県   | 千葉県、茨城県南部（北部5郡を除く南部9郡）                                   | 1,072,518    | 8,278     | 8,101,810  | 978.7              | 07                 |
| 関東地方 | 東京府   | 東京府、埼玉県、山梨県                                                       | 3,756,603    | 10,452    | 22,202,333 | 2124.2             | 08                 |
| 関東地方 | 神奈川県 | 神奈川県、静岡県東部、中部（伊豆国と駿河国）                                 | 1,582,908    | 7,608     | 11,477,470 | 1508.6             | 09                 |
| 中部地方 | 新潟県   | 新潟県                                                                       | 1,740,350    | 12,584    | 2,201,272  | 174.9              | 10                 |
| 中部地方 | 金沢県   | 石川県、富山県、福井県（敦賀郡と若狭国を除く）、岐阜県の内（大野郡・吉城郡） | 2,094,741    | 14,852    | 2,907,998  | 195.8              | 11                 |
| 中部地方 | 長野県   | 長野県                                                                       | 1,262,799    | 13,562    | 2,048,011  | 151.0              | 12                 |
| 中部地方 | 名古屋県 | 愛知県、岐阜県（大野郡と吉城郡を除く）、静岡県西部（遠江国）                 | 3,042,089    | 15,048    | 10,805,758 | 718.1              | 13                 |
| 中部地方 | 三重県   | 三重県、和歌山県の内（東牟婁郡）                                             | 1,071,664    | 6,700     | 1,789,662  | 267.1              | 14                 |
| 近畿地方 | 京都府   | 京都府、滋賀県、福井県の内（敦賀郡と若狭国）                                 | 2,793,780    | 9,729     | 4,126,370  | 424.1              | 15                 |
| 近畿地方 | 大阪府   | 大阪府、奈良県、和歌山県（東牟婁郡を除く）、兵庫県の内（川辺郡）             | 1,814,703    | 10,765    | 11,095,723 | 1030.7             | 16                 |
| 近畿地方 | 兵庫県   | 兵庫県（川辺郡を除く）、鳥取県東部（因幡国）                                 | 1,810,727    | 9,604     | 5,659,105  | 589.2              | 17                 |
| 中国地方 | 松江県   | 島根県、鳥取県西部（伯耆国）                                                 | 953,688      | 8,686     | 1,000,041  | 115.1              | 18                 |
| 中国地方 | 岡山県   | 岡山県、広島県東部（備後国）                                                 | 1,712,423    | 11,268    | 2,716,449  | 241.1              | 19                 |
| 中国地方 | 広島県   | 広島県西部（安芸国）、山口県（豊浦郡を除く）                                 | 1,692,390    | 9,723     | 3,058,693  | 314.6              | 20                 |
| 四国地方 | 高松県   | 香川県、徳島県                                                               | 1,375,023    | 6,024     | 1,669,803  | 277.2              | 21                 |
| 四国地方 | 愛媛県   | 愛媛県                                                                       | 992,540      | 5,678     | 1,334,841  | 235.1              | 22                 |
| 四国地方 | 高知県   | 高知県                                                                       | 620,061      | 7,105     | 691,527    | 97.3               | 23                 |
| 九州地方 | 福岡県   | 福岡県、大分県、山口県の内（豊浦郡）、長崎県の内（壱岐国と対馬国）           | 2,464,680    | 12,882    | 6,567,567  | 509.8              | 24                 |
| 九州地方 | 長崎県   | 長崎県（壱岐国と対馬国を除く）、佐賀県                                       | 1,439,476    | 5,698     | 2,070,309  | 363.3              | 25                 |
| 九州地方 | 熊本県   | 熊本県                                                                       | 1,149,020    | 7,405     | 1,738,301  | 234.7              | 26                 |
| 九州地方 | 鹿児島県 | 鹿児島県、宮崎県                                                             | 1,565,720    | 15,685    | 2,657,832  | 169.5              | 27                 |
| 九州地方 | 沖縄県   | 沖縄県                                                                       | 460,221      | 3,516     | 1,467,480  | 417.4              | 28                 |

詳細な地図については、国立公文書館デジタルアーカイブ『公文雑纂・明治三十六年・附録・府県廃置法律案附図』にて公開されている。
なお、本記事ではすべての府県名および地名に新字体（「県」など）を用いて表記しているが、実際の法律案では旧字体による表記（「仙臺縣」「金澤縣」「廣島縣」など）であった。

## 消滅する予定だった県一覧
次の19県が消滅する予定であった。
なお、「消滅」とは従来の県領域に府県庁が存在しなくなる（と新たな府県名から考えられる）ことを本記事ではそう表現する。
| 地域     | 県名     | 編入先の府県       |
| -------- | -------- | ------------------ |
| 東北地方 | 岩手県   | 青森県と仙台県     |
| 東北地方 | 山形県   | 秋田県と福島県     |
| 関東地方 | 群馬県   | 宇都宮県           |
| 関東地方 | 茨城県   | 宇都宮県と千葉県   |
| 関東地方 | 埼玉県   | 東京府             |
| 中部地方 | 山梨県   | 東京府             |
| 中部地方 | 静岡県   | 神奈川県と名古屋県 |
| 中部地方 | 富山県   | 金沢県             |
| 中部地方 | 岐阜県   | 名古屋県と金沢県   |
| 中部地方 | 福井県   | 金沢県と京都府     |
| 近畿地方 | 滋賀県   | 京都府             |
| 近畿地方 | 奈良県   | 大阪府             |
| 近畿地方 | 和歌山県 | 大阪府と三重県     |
| 中国地方 | 鳥取県   | 兵庫県と島根県     |
| 中国地方 | 山口県   | 広島県と福岡県     |
| 四国地方 | 徳島県   | 高松県             |
| 九州地方 | 大分県   | 福岡県             |
| 九州地方 | 佐賀県   | 長崎県             |
| 九州地方 | 宮崎県   | 鹿児島県           |

## 反対運動
本法律案は中央政府内で成立へ向けて推進されていたが、一方で消滅の懸念をもつ県では法律案での反対運動がおこり、全国的に展開していった。本項は松江市史編集委員の竹永三男の記載に基づく。

### 新聞報道の開始
法律案が閣議決定される以前の1903年8月2日にはすでに、内閣が府県廃合計画を策定していることを東京朝日新聞が報道した。
同紙は政府や内務省の関係者からの取材に基づくと考えられる正確な情報を報じており、その上で次のように批判的な論調であった。
- 町村の廃合さえもその関係人民の間に種々なる故障を生じ、自治団体に少なからず紛議をきたした例は少なくない、
- もしも府県郡区の廃合法案を議会に提出することとなれば、関係地方の議員はこぞって反対運動をなし、容易ならぬ騒動を醸すことだろう。
- 当局者において、むしろ労多くして功少きの憾あるだろうとして、いまだいずれとも決定していないという。

続けて和歌山県の紀伊毎日新聞や岡山県の山陽新報が報道した。そこでは内務大臣の児玉、大蔵大臣の曽禰および司法大臣の清浦奎吾によって行政整理計画が進むと報じ、府県の廃合について具体的な県の一覧を挙げていた。

### 反対運動の展開
こうして府県廃合計画についてマスメディアによる報道が始まると、廃藩置県後に実際に県が統廃合された経験から消滅の懸念をもつ県や、消滅対象として報道された県からは反対運動が始まり、全国的に展開していった。
組織的な反対運動が報道された県は、全国で次の16県にのぼった。
- 東北地方 - 山形県・岩手県
- 関東地方 - 埼玉県・千葉県・茨城県・群馬県・栃木県
- 中部地方 - 福井県・岐阜県
- 近畿地方 - 和歌山県・奈良県・滋賀県
- 四国地方 - 香川県・徳島県・愛媛県
- 九州地方 - 佐賀県

各県の県庁所在都市が運動の中心であり、市当局・市議会・経済団体が一体となって組織的に運動するとともに県会議員と県選出代議士が加わるという形態が一般的であった。

#### 福岡県知事による慎重論
同年8月14日の山陰新聞によると、福岡県知事の河島醇は、明確な反対ではないものの「府県廃合という漠として要旨を得ず」などとして次のような慎重な論説を述べていた。
- 整理の手はいずれから着けるべきか、これがまず深く注意しなければならないことである
- 鉱山監督署・土木監督署など国の出先機関と府県との権限の錯綜を調整し、他方で町村合併を前提に有給町村長を置いてこれに所轄町村内の警察権を与えるなどした上で、制度改革を府県に及ぼすべきだ
- 「地方長官は単に内務省に隷属するに等しい状態だ」という言説は、その当を得ていると言わざるを得ない

#### 山形県における反対運動
山形県（秋田県と福島県とに分割編入されて消滅する予定であった）では統廃合への反対意見が詳細に報じられている。
同年11月5日の山形市長の発議による協議会の結果、次のような理由から「絶対的反対を唱えるに決し、運動に着手する」としている。
- 秋田県と合併するときは両端の延長が百数十里（約200km以上）に及び、交通の不便が甚だしいこと
- 両県の事物の進歩に著しく懸隔があり、諸般の施設が並行できないこと
- 県税負担の上に不公平を生じること

#### 和歌山県における反対運動
和歌山県（大部分を大阪府に、一部を三重県に編入されて消滅する予定であった）の県庁所在地である和歌山市では、市長・市会議長・商工会議所会頭ら市の政財界が協調して反対運動を展開した。
同年11月20日には和歌山県知事の清棲家教（皇族出身の伯爵で、貴族院議員でもあった）が明確に反対していると、紀伊毎日新聞が「本県某長官談」として実名を避けて報道した。なお、当時の県知事は県民による選出ではなく、中央政府の内務省からの派遣官であった。
同年11月26日、市会議長の森が反対意見を表明し、「四十余万円の経費削減をなさんがために十余県を廃し千四百万の生霊を苦しめんとする」ことを批判するという要旨で次のように述べた。
1. 地勢上、大阪府と和歌山県は葛城山を境として大阪府は畿内、和歌山県は南海道として所属・気候・人情・風俗を異にする。
2. 地方税負担に差違があり、大阪府に合併されれば旧和歌山県民にとっては増税となる。
3. 地方庁が大阪へ移転すれば、旧和歌山県民にとっては往復へ要する時間と費用が増加する。
4. 大阪府議会議員数は、人口比から旧大阪府内の選出が44人、旧和歌山県内の選出が9人（さらに法律案のとおりに東牟婁郡が三重県へ編入されれば8人）となり、旧県民の意思が反映されづらくなる。
5. 和歌山県庁の廃止による官吏俸給など国費の送金が減少するといった経済的損失があるほか、和歌山市が「荒涼の郷と変す」る。

### 反対運動の東京進出
同年11月には反対運動は全国的に結集し、組織化されていった。11月26日、消滅へ反対する各県の選出の代議士が東京で連合事務所を組織し、代議士たちが各政党を訪問して活動を行うことが決定された。
この政党訪問活動には各県からの衆議院議員たちが党派を超えて参加しており、彼らが自身の所属政党・会派を担当として活動することが報じられていた。
12月3日には「府県廃合反対同盟会」が京橋の「伊勢勘楼」において開催され、18県から120名以上が参加し、そのうち70人以上は代議士であった。奈良県選出の代議士・木本源吉（中正倶楽部）が開会挨拶を述べ、福井県選出の代議士・牧野逸馬（立憲政友党を同日に離党）を会長として次の決議を行った。
- 政府が第19議会に提出しようとする府県廃合法案は、行政財政整理の趣旨に反し、ただ地方自治の基礎を破壊するものと認める。よってわれら同志は本案に対し絶対に反対する

### 政府による反対運動の規制
内務省は当初は本法律案への反対運動を黙認していたが、県知事による反対意見を受けて、姿勢を一転して反対運動への規制に乗り出した。
同年11月29日には山陽新報が次のように報じた。
- 内務省も初の程は黙認していたが、
- 「府県廃合指定の知事等は、府県の利害というよりはむしろ自己の糊口上より打算して、暗に人民を煽動し、廃県反対の声をさかんにさせる向きもあるのか」として、
- 「近頃は公然運動に助力するものもあることから、このままでは形式的にもあれ政府の行政方針に反対するものであれば打ち棄て置かれず」として、両三日前、一片の内訓を発した

さらに12月8日には紀伊毎日新聞が「政府、府県反対に干渉す」として次のように報じた。
- 政府は、府県廃合には左程重きを置かなかったが、
- その後反対の気勢高まるにともない、あまり度外視するわけにも行かず、かつ議会対策上の交換問題としてなすべく強行の態度に出ることが得策だと知り、
- 昨今は躍起となり反対に干渉し、各府県において市町会が反対運動費の支出を決議するものに対してはこれを取り消させ、運動費または寄付をもってするようにと厳命し、有力者に対し、知事より上京しないよう通告させた

県庁所在地を中心とした市や町をあげての反対運動に、地方行政の統括系統を通じて財政的・人的な規制を行うものであった。

## 賛成運動
一方で府県廃合に賛同し、歓迎する動きも少数ながらみられた。本節は松江市史編集委員の竹永三男の記載に基づく。

### 新たな県庁所在地を見込んだ賛成運動
複数の県が統合されて県域が拡大することにより、県庁がその中間地点に設置されることを見込んで合併に賛同する運動がおこる地域があった。

#### 「丸亀県」設置運動
四国では高知県を除いた徳島県・香川県・愛媛県の三県を統廃合するという情報が流れたことにより、1903年8月29日、その三県を合わせた地域の中央付近となる香川県丸亀市から「丸亀県」の設置を求めて上京するという運動が報じられた。この運動は逓信大臣の大浦兼武も承知していた。
なお、「丸亀県」は1871年（明治4年）に数ヶ月間のみ実在した。

#### 「足利県」設置運動
北関東では群馬県と栃木県とが統合するという情報を受け、両県はいずれも自県が合併の主体となって相手方を編入することを構想していた。
一方、栃木県の西端部に位置する足利町（現・足利市）では、同町が両県の中央付近であることから県庁所在都市を目指す主張が行われていた。なお、「足利県」は1871年（明治4年）に数ヶ月間のみ実在した。

### 存続する県における多面的な報道姿勢
岡山県は存続し、かつ広島県の東部（備後国）を編入して拡大する予定であった。
その県庁所在地である岡山市の山陽新報は、法律案の具体的な情報を都度伝えるとともに、その実際の影響を検証する記事や、各地の反対運動を踏まえた法律案の成否に関する記事など、多面的な報道を行っていた。

### 旧藩領に基づく賛否
県庁の位置などをめぐる地域利害とは別に、江戸時代の大名の支配領地（藩）の区分に基づく賛同や異論もみられた。

#### 福井県敦賀郡における賛成
福井県（金沢県と京都府とに分割編入されて消滅する予定だった）では、同年8月20日に敦賀郡（現在の敦賀市）の住民が賛成陳情を行うと報じられていた。
法律案では福井県からは南西側（若狭国に敦賀郡を加えた地域。嶺南地方に等しい）が京都府へ、それより北東側（越前国から敦賀郡を除いた地域。嶺北地方に等しい）が金沢県へと分割されることになっていた。
福井県は南西部を若狭国、北東部を越前国とに分けられるが、越前国のうち南西端の敦賀郡は急峻な木ノ芽峠によって越前国内の他の地域とは地理的に分断されており、江戸時代には敦賀郡のみは若狭国と同じく旧小浜藩の領地であった。
現代でも福井県内の地域区分ではこの法律案による分割と一致する境界線を用いており、新「京都府」とされた南西部を「嶺南地方」、新「金沢県」とされた北東部を「嶺北地方」と分類している。

#### 岩手県南部における賛成
岩手県（青森県と仙台県とに分割編入されて消滅する予定だった）では同年11月から12月にかけて、市役所での反対協議がおこり、廃県反対懇親会が1,000人の参加で開催され、反対陳情のために県会議員24名が上京するといった反対運動が活発であった。
しかし一方で、旧仙台藩の領地であった岩手県南部の県議員が宮城県（新・仙台県）との統合に賛成するという一幕も報じられていた。
仙台藩はかつて宮城県のほぼ全域および岩手県の南部にあたる地域を領土としており、府県廃置法律案における「仙台県」の領域は旧仙台藩のそれとほぼ一致するものであった。

#### 和歌山県は独立しつつ拡大すべきという主張
和歌山県は大阪府と三重県とに分割されて消滅する予定であり、上述のように法律案への激しい反対運動が展開されていた。
さらなる異論として、同年11月15日、紀伊毎日新聞は「旧紀州藩の領土を一体して保持すべき」という見地から「和歌山県は独立し、むしろ三重県および奈良県の一部を編入すべき」として、次のように主張した。
- わが和歌山県のような県は、無論独立するのみならず、地形上からしても、三重県の一部すなわち旧紀州藩の領分であった南北牟婁郡をはじめ、奈良県の一部の宇智郡・吉野郡はわが県に編入し、もって彼の紀の川・新宮川の水利を応用して商工業の発達に利するにおいても当然のこと
- 政府当局は何を苦しんで本県を割って一部を三重県に、一部を大阪府に合せよとの挙あるというのだ、無謀もまた甚だしいといえるだろう。
- この分合の挙たるや、「政費の節約のためである」というように説明するとあるが、左はあらず、全く交通の機関が完備している地から合同するものして、決して本県のように不便なる地は存在させなければならないのだ。

### 新聞による賛成論説
紀伊毎日新聞は上述のように和歌山県における反対運動や反対意見を報道していたが、同紙は賛成意見も掲載していた。
同年12月10日、翠岳生の署名による論説において「府県廃合は地方問題ではなく国家問題である」などと法律案の正当性を主張し、「自己一身または一市一郡の利害のために賛否を決する」ことを批判した。

## 後世への影響

### 未成立による「47都道府県」への継承
日本の府県数は1871年（明治4年）の廃藩置県による305府県から合併を繰り返し、1876年（明治9年）には38府県にまで減少した。
その後は分割による増加に転じ、1888年（明治21年）11月29日に香川県が再独立して46府県が設置された。
本法律案が成立しなかったことにより、この1888年における46府県制への改編が結果として最後の変更となり、現代へつながる府県名がそこで確立された。
以降は現在に至るまで一度も合併・分割を経ることなく、そのまま現行の47都道府県へと継承されている。

### 近年における注目
廃案となってから100年以上が経過した2013年（平成25年）、日本地図学会評議員の齊藤忠光が同学会の機関紙「地図」にて本法律案を紹介した。
2015年（平成27年）には日本経済新聞が本法律案を記事に取り上げ、齊藤が再び考察を述べた。齊藤は2020年（令和2年）にも著書において改めて紹介し考察している。
2017年（平成29年）2月、松江市史編集委員の竹永三男は「松江市歴史叢書2」への寄稿において本法律案および計画当時の政府や社会の動向を解説し、考察を述べた。
2018年（平成30年）には週刊ポストが本法律案を特集し、北海道大学公共政策大学院の教授である宮脇淳が評価を述べた。
詳細は評価項を参照。

## 評価

### 齊藤忠光による評価と考察
日本地図学会評議員の齊藤忠光は、2013年の同学会の機関紙『地図』への寄稿、および2015年の日本経済新聞からの取材、また2020年の著書において、本法律案への評価および考察を次のように述べている。

#### 全体を通して
- 地理的、歴史的つながりを考慮しており、よく考えられている。
- 府県の広域化および面積の均一化を目指している。
- 自然地理的にまとまりの強い旧国郡の区域を単位としている。

#### 県の分割について
- 府県廃置案の多くは府県合併と府県の一部を郡単位で編入するものであったが、ほかに既存の府県区域を大きく2分制する案として岩手県、茨城県、静岡県、鳥取県がある。

##### 岩手県
- 岩手県の分割については、県南部の旧伊達藩として仙台の影響が大きい5郡の地域を仙台県に組み入れ、北部の主要部は青森県へ編入するものである。

##### 茨城県
- 茨城県の分割は地理的・経済的に分割区域の考え方が異なる場合もありえる。

##### 静岡県
- 静岡県については、東中部の駿河国と伊豆国の区域は東京・横浜と交流が深いことから神奈川県、西部の遠江の区域は名古屋の経済圏であることから名古屋県に分割するものである。

##### 鳥取県
- 鳥取県では、東部の因幡国の区域は鉄道や道路の整備によって神戸との交流が深くなったことから兵庫県、西部の伯耆国の区域は松江県へと分割している。

- 静岡県と鳥取県については、東西では経済区域が異なることから現代でも考えられる案である。

##### 岐阜県
- 岐阜県北部の飛騨国は大野郡、吉城郡、益田郡の3郡からなるが、そのうち大野郡、吉城郡の2郡（現在の高山市・飛騨市・白川村にほぼ相当する）は日本海側の神通川や庄川の上流域にあることから金沢県へと編入し、残る益田郡（現在の下呂市にほぼ相当）は太平洋側の木曽川上流の飛騨川流域にあることから名古屋県へ編入するという、自然地理的な区画である郡区域を利用した案となっている。

##### 福井県
- 福井県では、南部の若狭国の区域は京都や近江国と地域的にも近く交流が深かったことから滋賀県とともに京都府に組み込み、さらに北部の越前国のうち敦賀郡（現在の敦賀市）は歴史的にも若狭国や近江国と交流があり風土の共通点が多かったことから、京都府としている。
  - なお、この若狭国と敦賀郡は1876年（明治9年）からの3年間は滋賀県に編入されていた[注釈 17]。

#### 県の据え置きについて
- 新潟県、長野県、愛媛県、高知県、熊本県の5県は、地域的まとまりがあり編入の必要がない、または周囲の府県との編入が難しいことから、そのまま据置となっている。
- 高知県は山に囲まれていて周囲の府県との合併は難しいだろう。

#### 四国について
- 四国は地理的にも文化的にも4つの地域に分かれていて合併は難しい[注釈 18]。

#### 山口県の消滅について
山口県の扱いについては「意外にも思える」とされた。明治時代には藩閥政治が続き、旧長州藩と旧薩摩藩関係者の影響力が大きかった。本法律案では薩摩藩の領域を継承する鹿児島県は宮崎県を編入することでさらに拡大するが、一方で長州藩の領域を継承する山口県はむしろ広島県と福岡県へ吸収されることで消滅する予定だった。
- 山口県を消滅させることで、法律案への反対を封じ込める意図があったのではないか。廃藩置県後、47府県に落ち着く過程で、各地域から不満が噴出した。それほど地域区分は難しい。[注釈 19]

#### 府県間の人口バランスについて
- 東京府の3府県編入は、当時としての全国的な人口バランスなどから言えば適切なものと考える。
  - 明治期後半のころにはまだ大都市への人口集中もそれほど大きくないこともあり、新府県案では最も人口が少ない高知県に対して最も人口が大きい東京府の人口は6倍強という程度の差となっている（2020年10月10日現在では、最少人口の鳥取県と最大人口の東京都とでは25倍以上もの格差がある。）。

#### 現行の地方行政について
- 現代の広域地方行政区画としての都道府県区域については、自治体である市町村の合併が進み、小さな県より面積が大きな市も誕生している[注釈 20]。この現状からも都道府県区域を再考する必然性が生じてきている。
- 昭和から平成（執筆当時）にかけて、広域地方行政としての府県合併案や道州制案がたびたび浮上しているが、道州制はなかなか進んでいない。道州制の導入には、例えば地域がまとまりやすい都道府県の合併といった形式から進める方法も考えられるのではないか。

### 竹永三男による批判
2017年（平成29年）2月、松江市史編集委員の竹永三男は「松江市歴史叢書2」への寄稿において本法律案および反対運動の経緯を紹介した。その中で、上述の山形市長による法律案への反対運動について次のように理解を示した。
- 合併により長大・広大な県域をもつ新県が作られて交通上著しい不便をきたすこと、また統合される複数の県はそれぞれに経済・社会の発展段階が異なるため県政施設の公平な展開が困難であること、さらに税負担額の異なる県が合併することで負担の不公平が生じることなど、およそ府県合併から市町村合併まで、行政単位の合併が行われる際に登場する反対の論理がここでも提示されている。
- 合併が当該諸県の内部から提起されたのではなく、（国家全体の）行財政整理による経費の削減という政府の論理に発していることからすれば、（反対論が主張されるのは）当然のことであった。

また、上述の和歌山県知事による反対意見が実名を伏せて報道されたことについて次のように考察した。
- このような知事の動きは、知事の二重性、すなわち（中央政府側の代表である）「国の総合出先機関の長」の地方長官であると同時に（地方側の代表である）「府県自治体の長」の知事という二重性に起因するものであったと言え、当然起こり得ることであった。
  - この「知事の二重性」は、茨木廣による「内務省史」第3巻の「第5章 地方長官会議」（大霞会、1971年）で指摘されたものである。

### 宮脇淳による評価と考察
2018年（平成30年）9月、北海道大学公共政策大学院の教授である宮脇淳は週刊ポストの取材に答える形で、本法律案について次のように述べたとされる。
- 自治体の財源や権限を強める意味でも、改めて議論していい。
- 日本では急速に少子高齢化が進んでいる影響で、国と市町村に挟まれた47都道府県の体制にも限界がきている。都道府県単位で支えている健康保険は財源の確保が難しくなっており、この傾向は人口の少ない県ほど著しい。
- 広域化を進めることで1県ごとの人口を増やすという改革は、有力な選択肢の一つである。県の財政基盤が強くなれば、地方が地域産品やサービスなどに個性を発揮し、国内はもちろん国際市場でも強く発信できるようになるはずだ。